# Телефонні номери на Мальті
У 2001-2002 рр. Мальта прийняла новий план нумерації, в якому номери телефонів були збільшені до восьми цифр для стаціонарних та мобільних номерів. Раніше номери стаціонарних телефонів мали шість цифр, а пейджери, електронні та мобільні телефони - сім.

## Географічна нумерація
Префікс 21 був доданий до стаціонарних номерів оператора MaltaCom
```
     xx xxxx (до 2002 року місцеві дзвінки на Мальті)
     21xx xxxx (після 2002 року місцеві дзвінки на Мальті)
+356 21xx xxxx (після 2002 року міжнародні зв'язки з Мальтою)
```

Стаціонарні номери оператора Melita мають префікс 27.

## Негеографічна нумерація
Префікс 9 перед 7-значним номером оператора Vodafone був змінений на 99.
```
      9xx xxxx (до 2002 року місцеві дзвінки на Мальті)
     99xx xxxx (після 2002 року місцеві дзвінки на Мальті)
+356 99xx xxxx (після 2002 року міжнародні дзвінки з Мальтою)
```

Приставка 09 телефонних номерів оператора Vodafone змінено на 99.
Префікс 09 до 8-значного номера було змінено на 99.
Цифра 0 була додана для міжнародних дзвінків на Мальту, а також для місцевих дзвінків на Мальті.
```
     09xx xxxx (до 2002 року місцеві дзвінки на Мальті)
     99xx xxxx (після 2002 року місцеві дзвінки на Мальті)
+356 09xx xxxx (до 2002 року міжнародні дзвінки з Мальтою)
+356 99xx xxxx (після 2002 року міжнародні дзвінки з Мальтою)
```

Інші негеографічні номери діапазонів також були змінені, префікс перед  7 - цифровим номером змінено з 07 на 217.
```
        07x xxxx (до 2002 року місцеві дзвінки на Мальті)
       217x xxxx (після 2002 року місцеві дзвінки на Мальті)
   +356 07x xxxx (до 2002 року міжнародні дзвінки з Мальтою)
   +356 217x xxxx (після 2002 року міжнародні дзвінки з Мальтою)
```

Подібним чином, префікс перед номерами пейджера був змінений з 70 і 71 до 7117.
```
       70x xxxx (до 2002 року місцеві дзвінки на Мальті)
     7117 xxxx (після 2002 року місцеві дзвінки на Мальті)
+356 7117 xxxx (після 2002 року міжнародні дзвінки з Мальтою)
```